# جلوبوا
جلوبوا هو جنس من الفطريات في صف دوثيداوات. العلاقة بين هذه الأصنوفة والأصناف الأخرى داخل الطبقة غير معروفة.